# Oscar Lorenzo Fernández
Pour les articles homonymes, voir Lorenzo Fernández et Fernández.
Oscar Lorenzo Fernández (né le 4 novembre 1897 à Rio de Janeiro – mort le 27 août 1948 dans la même ville) est un compositeur brésilien d'origine espagnole.

## Biographie
Fernández a étudié à l'Instituto Nacional de Música avec Francisco Braga, Frederico Nascimento et Henrique Oswald. En 1923, Nascimento tombe gravement malade et Fernández est désigné pour le remplacer au poste de professeur d'harmonie, un travail qui devient permanent deux ans plus tard (Kiefer 1986, 81). En 1936, il fonde le Conservatório Brasiliero de Música à Rio de Janeiro, qu'il dirige jusqu'à sa mort. À partir de 1939, il est également professeur de chant choral au Conservatório Nacional de Canto Orfeônico.
Il a composé un opéra en trois actes, Malazarte (1931–1933), sur un livret de José Pereira Graça Aranha, qui l'a adapté de sa propre pièce homonyme. Pour la création au théâtre municipal de Rio de Janeiro, en 1941, le livret a été traduit en italien. Malazarte est une œuvre nationaliste à la fois par son sujet et son contenu musical, et est considérée comme le premier opéra à succès brésilien. En 1941, Fernández extrait une suite en trois mouvements de la musique de l'opéra. Le dernier mouvement, Batuque (une danse populaire afro-brésilienne), est devenu très populaire. Il a aussi composé un ballet, deux symphonies, cinq poèmes symphoniques, deux suites orchestrales, un concerto pour piano et un pour violon, de la musique de chambre, environ 80 compositions pour piano, de la musique chorale et 36 mélodies.
En 1936, il fonde le Conservatoire de musique du Brésil (Conservatório Brasileiro de Música), qu'il dirige jusqu'à sa mort, en 1948.